# Katastrofa przy kopalni miedzi „Konrad”
Katastrofa przy kopalni miedzi „Konrad” miała miejsce 13 grudnia 1967 roku w Iwinach. O godzinie 3 w nocy nastąpiło przerwanie grobli zbiornika osadów poflotacyjnych koło kopalni „Konrad”. Wysoka na sześć metrów fala błota zalała Iwiny i sąsiednie wsie (Raciborowice Dolne, Lubków, Tomaszów Bolesławiecki, Kraśnik Górny, Kraśnik Dolny, Dąbrowa Bolesławiecka). Śmierć poniosło 18 osób, dalszych 570 było poszkodowanych, a większym lub mniejszym zniszczeniom uległo 150 budynków gospodarczych.
Główną przyczyną katastrofy było niedostateczne rozpoznanie geologiczne podłoża na etapie projektowania i lokalizacji budowli – w konsekwencji wadliwe wykonanie zbiornika (oś grobli wyznaczono nad uskokiem prostopadłym do jej osi).